# Afa Anoa'i, Jr.
Afa Anoa'i, Jr. (né le 6 octobre 1984 à Allentown en  Pennsylvanie) est un catcheur professionnel américain d'origine Samoane. Il fait partie de la famille Anoaʻi. Anciennement sous contrat avec la World Wrestling Entertainment, il luttait dans la division Raw sous le nom de ring Manu.

## Carrière

### World Xtreme Wrestling
Afa commence à lutter à l'âge de 13 ans sous les ordres de son père Afa Anoaʻi Sr, un ancien lutteur professionnel et avec ses frères Samula Anoa'i et Lloyd Anoa'i. Il gagne une bataille royale en Autriche à l'âge de 14 ans, le 28 août 1998.[réf. nécessaire]Ce qui lui permettra de catcher a la WWE.

### WWE Monday Night Raw (2007-2009)
Après avoir été en développement à la Florida Championship Wrestling, Anoa'i fit ses débuts à la télévision le 19 novembre 2007 pour une défaite contre Jim Duggan à WWE Heat.
Il fut suspendu 30 jours, le 30 mars 2008 pour violation de la politique Anti-Drogue de la WWE.À Unforgiven 2008, il fait ses débuts sous le nom de Manu en attaquant le Champion du Monde Poids-lourds de la WWE CM Punk avec Randy Orton, Cody Rhodes et Ted DiBiase, Jr.. Ils forment l'équipe Priceless avec Cody Rhodes et Ted DiBiase. Lors du Raw du 17 novembre, il perd contre Batista. Le 23 février 2009, la WWE met fin à son contrat.

### Circuit Indépendant (2009 - )
Le 27 novembre 2010, il fait partie du show WrestleWorld II au Spiroudome de Charleroi en Belgique pour la Belgian Catch Wrestling Federation (BCWF) . Le 5 et 6 février 2011, il a participé au Tournoi N'Catch qui a eu lieu au salon Paris Manga en France.Lors de In Full Force, il bat Sami Callihan.

### World Wrestling Council (2012-...)
Lors de Summer Madness, lui et LA Smooth battent Andy Leavine et Samson Walker dans un Three-Way Match qui comprenaient également Lightning et Thunder et remportent les WWC World Tag Team Championship pour la deuxième fois.

## Vie privée
Afa est un membre de la famille Anoa'i, grande famille dans la lutte professionnelle : il est entre autres, le fils de Afa Anoaʻi, le frère de Samula Anoa'i et Lloyd Anoa'i, le petit cousin de Dwayne "The Rock" Johnson, Roman Reigns, de Yokozuna, de Umaga, ainsi que de Rikishi. Il est le cousin de Nia Jax, des frères Usos, de Solo Sikoa et de Jacob Fatu.[réf. nécessaire]

## Prise de finitions et favorites
- Samoan Splash (Splash)
- Wild Samoan Headbutt (Diving headbutt) (du haut d'une cage)
- Wild Samoan Drop (Gorilla Press suivi d'un samoan drop)
- Samoan Wrecking Ball (Running Hip attack)
- Running headbutt drop (l'adversaire est mis dans la position Tree of woe)
- Swinging side slam
- Savate kick
- Scrapbuster pin
- Big Splash
- Samoan drop
- Divivng Moonsault

## Palmarès
- Belgian Wrestling School
  - 1 fois BWS Heavyweight Championship

- Defiant Pro Wrestling
  - 1 fois DPW Heavyweight Championship

- Florida Championship Wrestling
  - 1 fois FCW Southern Heavyweight Championship

- Independent Superstars of Professional Wrestling
  - 1 fois ISPW Light Heavyweight Championship

- Jersey Championship Wrestling
  - 1 fois JCW Television Championship

- Pennsylvania Premiere Wrestling
  - 1 fois PPW Heavyweight Championship
  - 1 fois PPW No Limits Championship

- Regional Championship Wrestling
  - 1 fois RCW Tag Team Championship avec Rob Noxious

- World Wrestling Council
  - 3 fois WWC World Tag Team Championship avec L.A. Smooth

- World Wrestling Professionals
  - 1 fois WWP World Tag Team Championship avec L.A. Smooth (actuel)[7]

- World Xtreme Wrestling
  - 2 fois WXW Cruiserweight Championship
  - 3 fois WXW Hardcore Championship
  - 1 fois WXW Heavyweight Championship
  - 3 fois WXW Tag Team Championship avec Lucifer Grim (1), L.A. Smooth (1) et Sean Maluta (1)
  - 1 fois WXW Television Championship
  - 2 fois WXW Ultimate Heavyweight Championship
  - Wild Samoan Tag Team Tournament (2017) avec Sean Maluta

## Filmographie
- 1987 : Deux flics à Miami